# Heterotopie (Medizin)

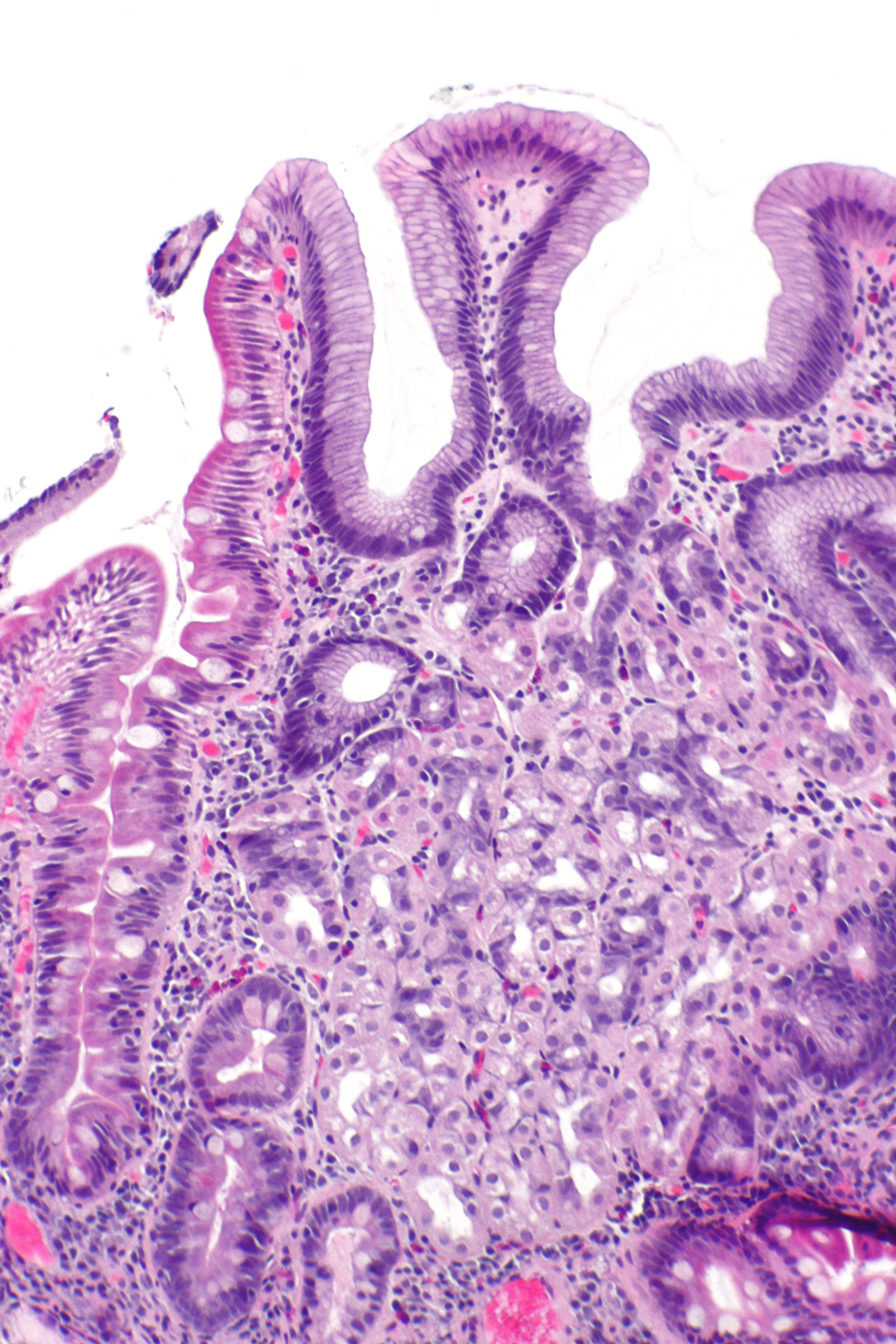
Mikrofoto einer Magenschleimhautheterotopie im Duodenum. HE-Färbung.

Heterotopie bedeutet in der Medizin funktionelles, also korrekt gebildetes und funktionierendes Gewebe, das sich nicht an der anatomisch üblichen Lokalisation befindet.
Beispiele sind:
- Nebenschilddrüsengewebe im Mediastinum[2]
- Milzgewebe in der Bauchhöhle (Nebenmilz)[3]
- Talgdrüsen wie die Fordyce-Drüsen (im Mund- oder Genitalbereich)[4]
- Neuronale Heterotopien (im Zentralen Nervensystem) (fokale subkortikale Heterotopie, subependymale Heterotopie)[5]
- urogenitale und intestinale Zysten[6]
- gliale Heterotopien[7], z. B. nasal[8]
- im Herzen an atypischer Stelle gelegene Ausgangspunkte von Reizbildungsstörungen.[9]

Mit dem Begriff der Dystopie wird die gestörte Lokalisation bedeutungsmäßig in den Vordergrund gestellt – ansonsten werden die Begriffe auch synonym verwendet.